# Autoba costimacula
Autoba costimacula là một loài bướm đêm trong họ Erebidae.